# Liparis atlanticus
Espèce
Synonymes
- Liparius atlanticus (Jordan & Evermann, 1898)[1]
- Neoliparis atlanticus Jordan & Evermann, 1898[1]

Liparis atlanticus, communément appelé la Limace atlantique, est une espèce de poissons de la famille des Liparidae.

## Répartition et habitat
Liparis atlanticus est un poisson marin qui se rencontre dans le Nord-Ouest de l'Atlantique, depuis la baie d'Ungava au Québec (Canada) jusqu'à l'État de New York (États-Unis) et ce à une profondeur pouvant aller jusqu'à 415 m mais plus généralement depuis la surface jusqu'à 2 m de profondeur.

## Description
La taille maximale connue pour Liparis atlanticus est de 13 cm.